# Phyllurus platurus
Espèce
Synonymes
- Lacerta platura Shaw, 1790
- Stellio phyllurus Schneider, 1792
- Agama grandoculis Lacépède, 1804
- Agama discosura Merrem, 1820
- Phyllurus novaehollandiae Schinz, 1822
- Phyllurus cuvieri Bory de Saint-Vincent, 1823
- Phyllurus whitii Gray, 1825
- Phyllurus australis Swainson, 1839
- Phyllurus inermis ray, 1845

Phyllurus platurus est une espèce de geckos de la famille des Carphodactylidae.

## Répartition
Cette espèce est endémique de Nouvelle-Galles du Sud en Australie.

## Description

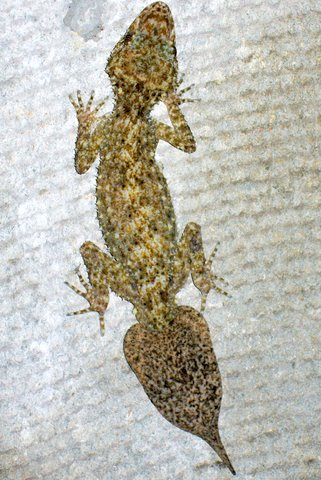
Phyllurus platurus

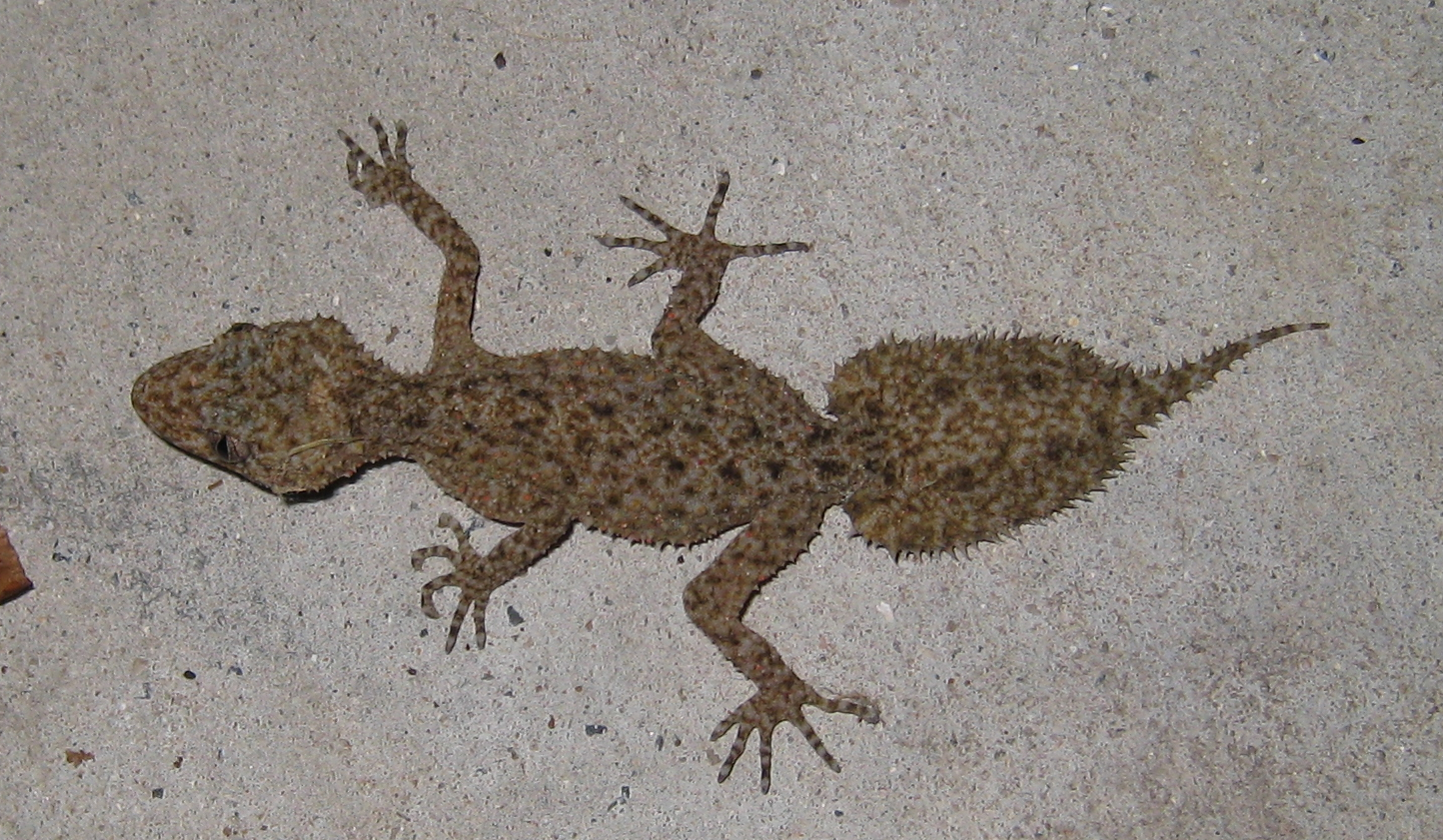
Phyllurus platurus

La couleur de cette espèce est adaptée aux rochers.
On les trouve en fin d'après-midi et la nuit sur les murs ou les rochers. Durant la journée ils se cachent dans les crevasses et autres trous dans les pierres. Ces geckos se sont adaptés aux environnements humains.

## Alimentation
Ces geckos sont insectivores.

## Reproduction
Les femelles pondent un ou deux œufs à la fois, jusqu'à trois fois par an.

## Publication originale
- White, 1790 : Journal of a voyage to new South Wales, with sixty-five plates of non descript animals, birds, lizards, serpents, curious cones of trees and other natural productions. Debrett, London, p. 1-229 (texte intégral).